# Emerse Faé
Emerse Faé (n. 24 ianuarie 1984, Nantes, Franța) este un fotbalist francez și ivorian retras din activitate, care a jucat pe post de mijlocaș la echipe ca Nice, Nantes și Reading. Pe plan internațional, are prezențe la națională pentru Coasta de Fildeș. După încheierea carierei, a devenit antrenor, și antrenează în prezent pe Echipa națională de fotbal a Coastei de Fildeș.